# ブクスハイムオルガン曲集
ブクスハイムオルガン曲集は1460-1470年ごろに成立した鍵盤楽器の曲集である。オリジナル曲と編曲あわせて256曲がおさめられている。ドイツ、バイエルン州のブクスハイム修道院(カルトジオ会)に伝えられて来た。作曲家の大半は無名（特定されていない）だが、ジョン・ダンスタブル、ギヨーム・デュファイ、ジル・バンショワ、ウォルター・フライ、コンラート・パウマン、バウムガルトナーなど当時の有力な作曲家も含まれている。
世俗の歌や舞踊の編曲のほかに、約５０の宗教曲、３０の前奏曲がある。大半は２声と３声だが４声のものもある。